# Tambamera
Tambamera,  de son vrai nom Diadié Dembélé est un écrivain malien, né en 1996 à Kodié.
Son premier roman, Le Duel des grands-mères, publié aux Éditions Jean-Claude Lattès, reçoit plusieurs prix littéraires dont le prix littéraire de la vocation 2022.

## Romans
- Le Duel des grands-mères, JC Lattès,2022
- Deux Grands Hommes et demi, JC Lattès, 2024.

## Récompenses
L'auteur a reçu les prix suivants :
- Prix des lycéens de la région Ile-de-France 2022 pour Le Duel des grands-mères[1].
- Prix littéraire de la vocation 2022 pour Le Duel des grands-mères[2].